# Taylor Trensch
Taylor Hunt Trensch (Tampa, 3 maggio 1989) è un attore teatrale, doppiatore e cantante statunitense.

## Biografia
Dopo due anni di studi all'Elon University, Taylor Trensch ha fatto il suo debutto sulle scene nella compagnia di repertorio del Lake Dillon Theatre di Dillon, dove ha recitato nei ruoli principali di The Rocky Horror Show, La piccola bottega degli orrori, Into the Woods, Cabaret e La tana del bianconiglio. Nel 2009 ha recitato nella tournée statunitense del musical di Broadway Spring Awakening nel ruolo del co-protagonista Moritz, mentre nel 2011 ha interpretato Dwayne nella riduzione teatrale di Little Miss Sunshine a La Jolla. L'anno successivo ha fatto il suo debutto a Broadway interpretando Boq nel musical Wicked e nell'autunno dello stesso anno ha fatto il suo esordio nell'Off Broadway in un revival di Bare, in cui interpretava il protagonista Peter.
Dopo aver recitato in un revival dell'Off Broadway di Rent, nell'aprile 2013 ha fatto parte del cast originale di Matilda the Musical a Broadway ed è rimasto nella compagnia per oltre un anno. Nel 2015 Trensch e Alex Sharp si sono alternati nel ruolo del protagonista Christopher Boone nella prima statunitense della pièce Lo strano caso del cane ucciso a mezzanotte a Broadway, mentre nel 2017 l'attore è tornato a Broadway per recitare accanto a Bette Midler nel musical Hello, Dolly!. Tra il 2018 e il 2019 ha interpretato l'eponimo protagonista del musical Dear Evan Hansen a Broadway, mentre nel 2019 ha recitato accanto ad Ed Harris in una riduzione teatrale de Il buio oltre la siepe in scena allo Shubert Theatre di New York. Nel 2023 interpreta Mordred in un revival di Camelot a Broadway, mentre nel 2025 è candidato al Tony Award al miglior attore non protagonista in un musical per Floyd Collins.
Taylor Trensch è dichiaratamente gay ed è stato legato sentimentalmente all'attore Ben Levi Ross dal 2017 al 2019.

## Filmografia parziale

### Televisione
- Evil – serie TV, episodio 2x13 (2021)
- Law & Order - Unità vittime speciali (Law & Order: Special Victims Unit) – serie TV, episodio 23x5 (2021)

### Doppiaggio
- Nella, principessa coraggiosa - serie TV, 3 episodi (2017-2018)

## Discografia

### Singoli
- 2018 - "Disappear"
- 2018 - "Obvious"

### Collaborazioni
- 2012 - Drafts: The Music and Lyrics of Alexander Sage Oyen, Vol. 1
- 2017 - Bare Naked

### Cast recording
- 2013 - Matilda the Musical
- 2017 - Hello, Dolly!
- 2018 - Dear Evan Hansen [Deluxe Album]